# DB AutoZug
A DB AutoZug a német államvasút, a Deutsche Bahn éjszakai vonatszolgáltatása volt. Az Autozug vonatok éjszaka közlekedtek és a hálókocsikon kívül autószállító vagonokat is továbbítottak, így az utasok az autójukat is magukkal vihették. A szolgáltatás beolvadt a DB Fernverkher leányvállalatba. A szolgáltatás 1999. május 30-án indult és 2013. szeptember 30-án szűnt meg. Az utolsó DB Autozug járat München és Berlin között közlekedett.

## Története

### Háttér
Németországban az első személygépkocsit 1930. április 1-jén szállította a Deutsche Reichsbahn. Eleinte csak a gazdagok és kiváltságosok engedhették meg maguknak az autókat, és a piac kicsi volt. Az 1950-es években Nagy-Britannia és Franciaország kezdett autószállító vonatokat üzemeltetni. 1956 nyarán Hamburgon, Münchenen és Oostenden keresztül közlekedett az első igazi németországi autóvonat; a sofőrök vasúti személykocsiban utaztak, míg autójukat ugyanaz a vonat szállította. Az 1960-as évek német gazdasági fellendülése az utazások növekedését és ennek megfelelően a szállított autók számának növekedését hozta, 1969-re nyolcszorosára, 80 000-re nőtt, sok nyaraló Európa melegebb, napsütöttebb részeire utazott. 1973-ban a szállított autók száma 185 550 járművel érte el a csúcsot; az olajválság azonban véget vetett ennek a növekedésnek. A Bundesbahn 1978-ban a kereslet hiánya miatt 40%-kal csökkentette a terminálok számát. Az 1980-as években a személygépkocsi-tulajdonlás növekedése nem sokat segített a vasúti autószállító üzletágnak - az életmódbeli változások miatt az emberek gyakran elvárták, hogy autóval utazzanak el a nyaralási célállomásig (ami a vasúti autószállítási üzletág nagy részét jelentette). Emellett az üzlet szezonális jellege miatt az új kocsik vásárlása nem volt nyereséges. Ebben az évtizedben a nyaralásra repülővel utazók száma megelőzte a vasúton utazókét. Szintén ebben az évtizedben szűnt meg a lakókocsik és a hajók szállítása is. 1996-ban - a Deutsche Bundesbahn és a Deutsche Reichsbahn egyesülése után - egy új vállalat jött létre: A DB AutoZug.

### A vállalat története és működése
Az 1997-ben létrehozott DB AutoZug márkanév a társaságok személygépkocsi-szállítási üzletágáért volt felelős. 1999-ben a Deutsche Bahn éjszakai vonatai, beleértve az UrlaubsExpress és a DB NachtZug márkákat is, szintén a vállalat irányítása alá kerültek. 2002-től a szervezet DB AutoZug GmbH lett, és önálló vállalattá vált.
2003. január 1-jétől az Euro Night és a D-night vonatok a DB AutoZug GmbH hatáskörébe tartoztak.
2007 decemberében a DB NachtZug és az UrlaubsExpress új márkanevet kapott, CityNightLine néven. Ezzel egyidejűleg a kocsis vonatok számát mintegy 1200-zal, körülbelül 920-ra csökkentették, és a kilenc terminálból négyet bezártak.
2008-ban új kocsik beszerzését kezdték meg, hogy lecseréljenek néhány, akár 40 éves kocsit. 2007-ben a vállalat 183 000 járművet szállított és 60 millió eurós forgalmat bonyolított le.
Az autóval történő üdülési célú utazások esetében a vállalat piaci részesedése kevesebb mint 0,5 százalék volt, az ügyfelek 70 százaléka törzsutas, negyede nyugdíjas volt. Statisztikailag az ügyfelek átlagon felüli jövedelemmel rendelkeztek.
A 2008-as üdülési szezonra további változások történtek a szolgáltatásban: a németországi Troisdorfban bezárták a terminált, és megszűntek a Livorno (Olaszország), Fréjus (Franciaország) és Rijeka (Horvátország) felé irányuló járatok, Alessandriában (Olaszország) azonban új terminál nyílt.

## DB Autozug terminálok

### Németország

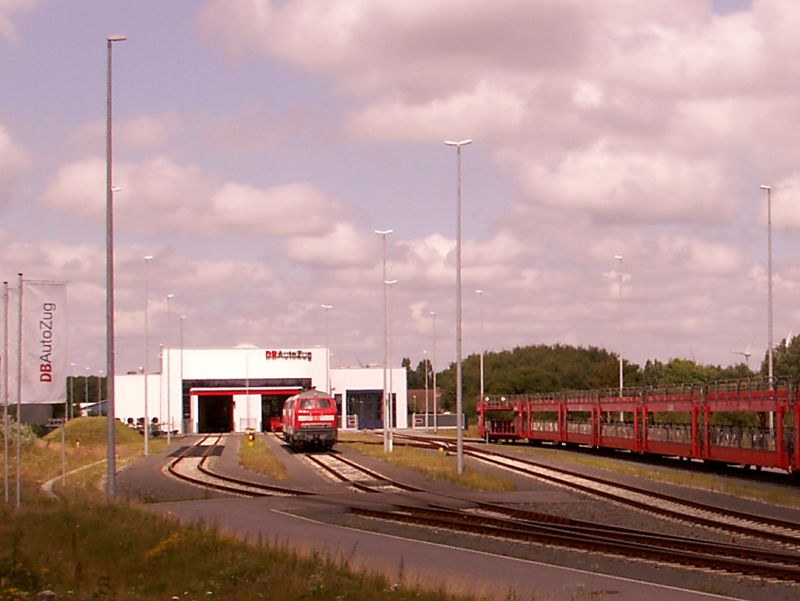
DB AutoZug terminal a 'SyltShuttle' járatokhoz

2009-től Németországban hét AutoZug terminál működik.
| Hely           | Ország                 |
| -------------- | ---------------------- |
| Berlin-Wannsee | Berlin                 |
| Düsseldorf     | Észak-Rajna-Vesztfália |
| Hamburg-Altona | Hamburg                |
| Hildesheim     | Alsó-Szászország       |
| Lörrach        | Baden-Württemberg      |
| München Ost    | Bajorország            |
| Neu-Isenburg   | Hessen                 |

### Európa többi része
2009-ben az európai terminálok a következők voltak:
| Ország        | Hely                                          |
| ------------- | --------------------------------------------- |
| Franciaország | Narbonne                                      |
| Franciaország | Avignon                                       |
| Olaszország   | Alessandria                                   |
| Olaszország   | Bolzano                                       |
| Olaszország   | Verona                                        |
| Olaszország   | Trieszt                                       |
| Ausztria      | Innsbruck                                     |
| Ausztria      | Salzburg                                      |
| Ausztria      | Villach                                       |
| Ausztria      | Bécs Szolgáltatás az ÖBB terminálon keresztül |

## Képek

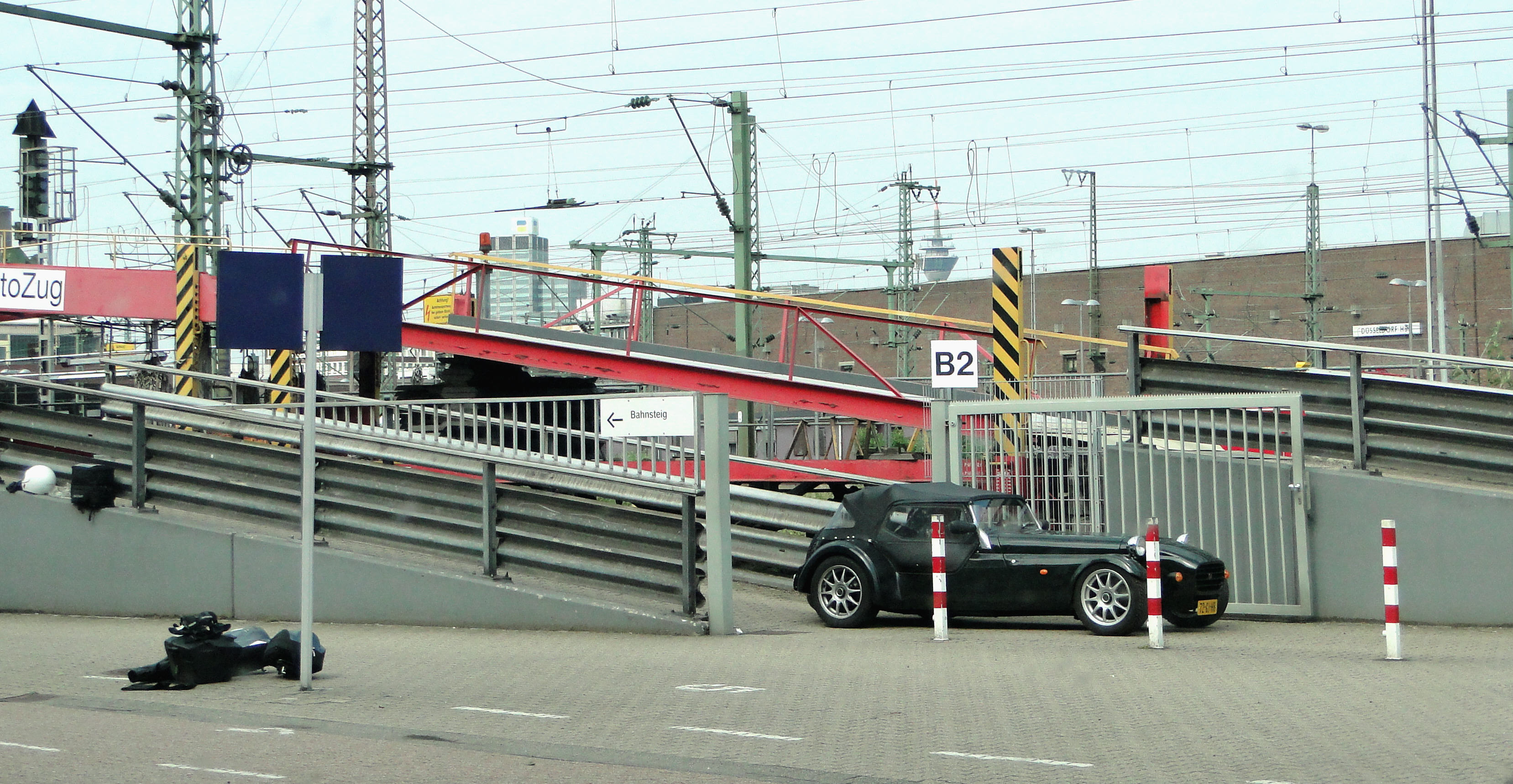
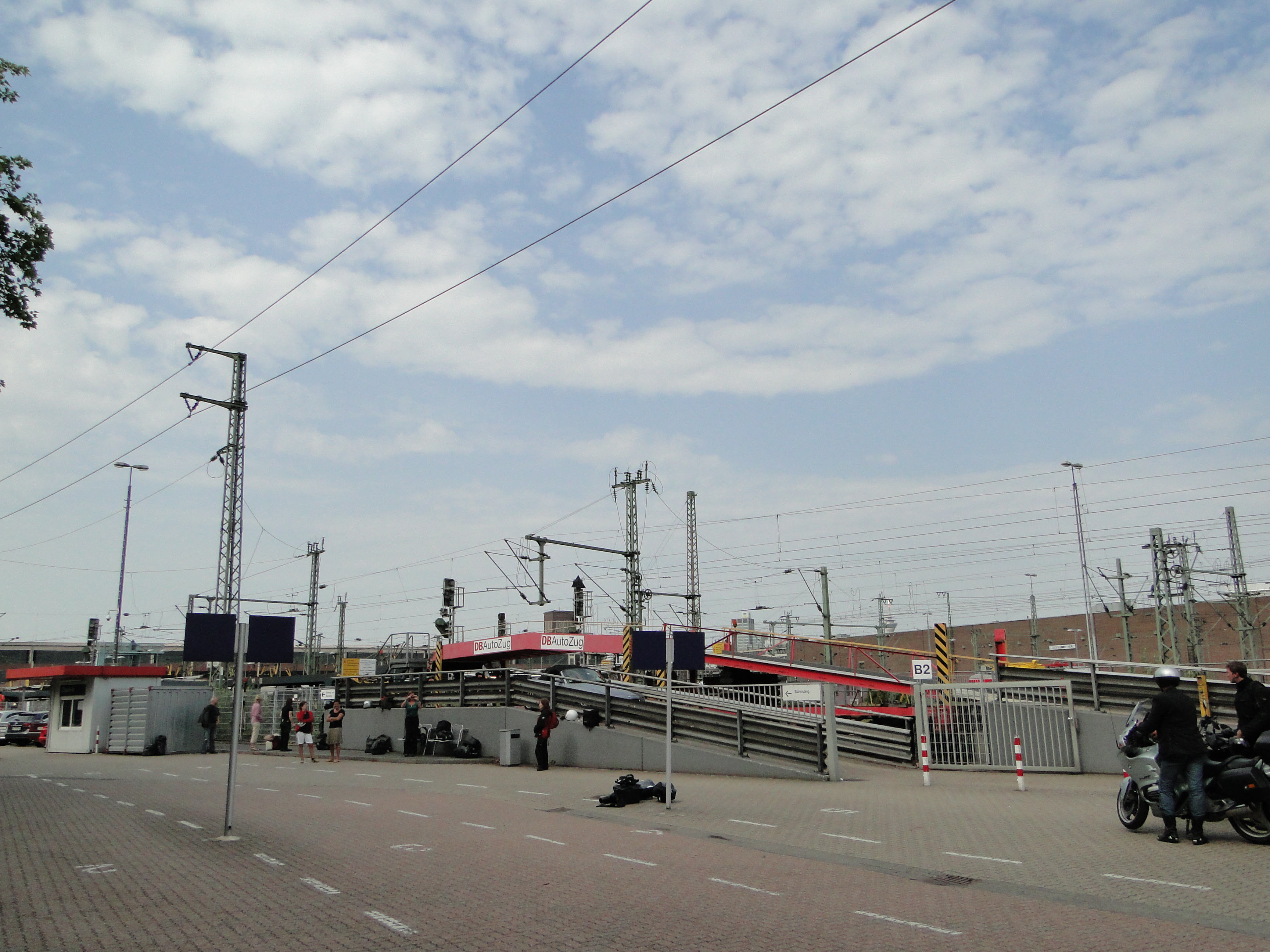
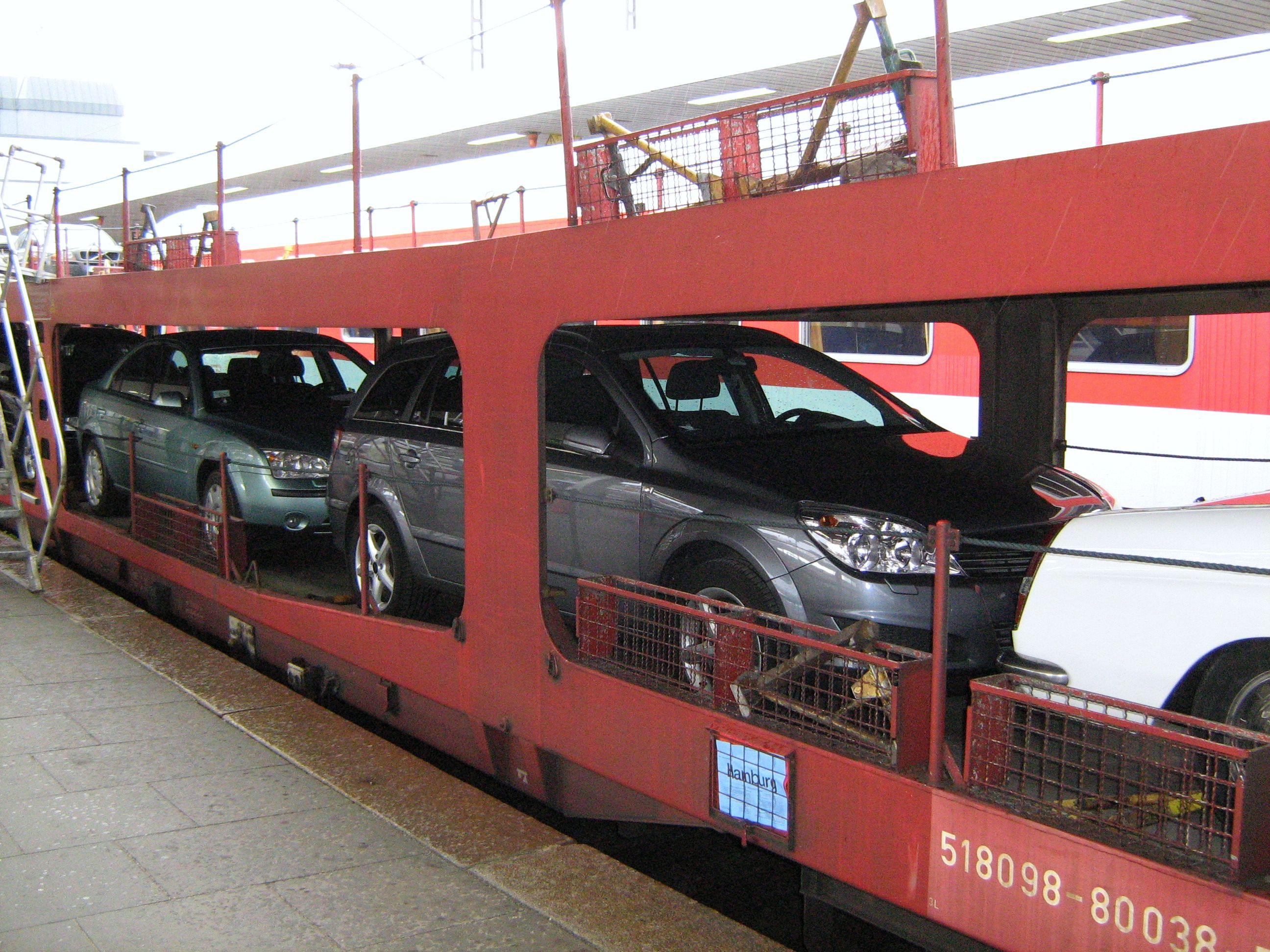
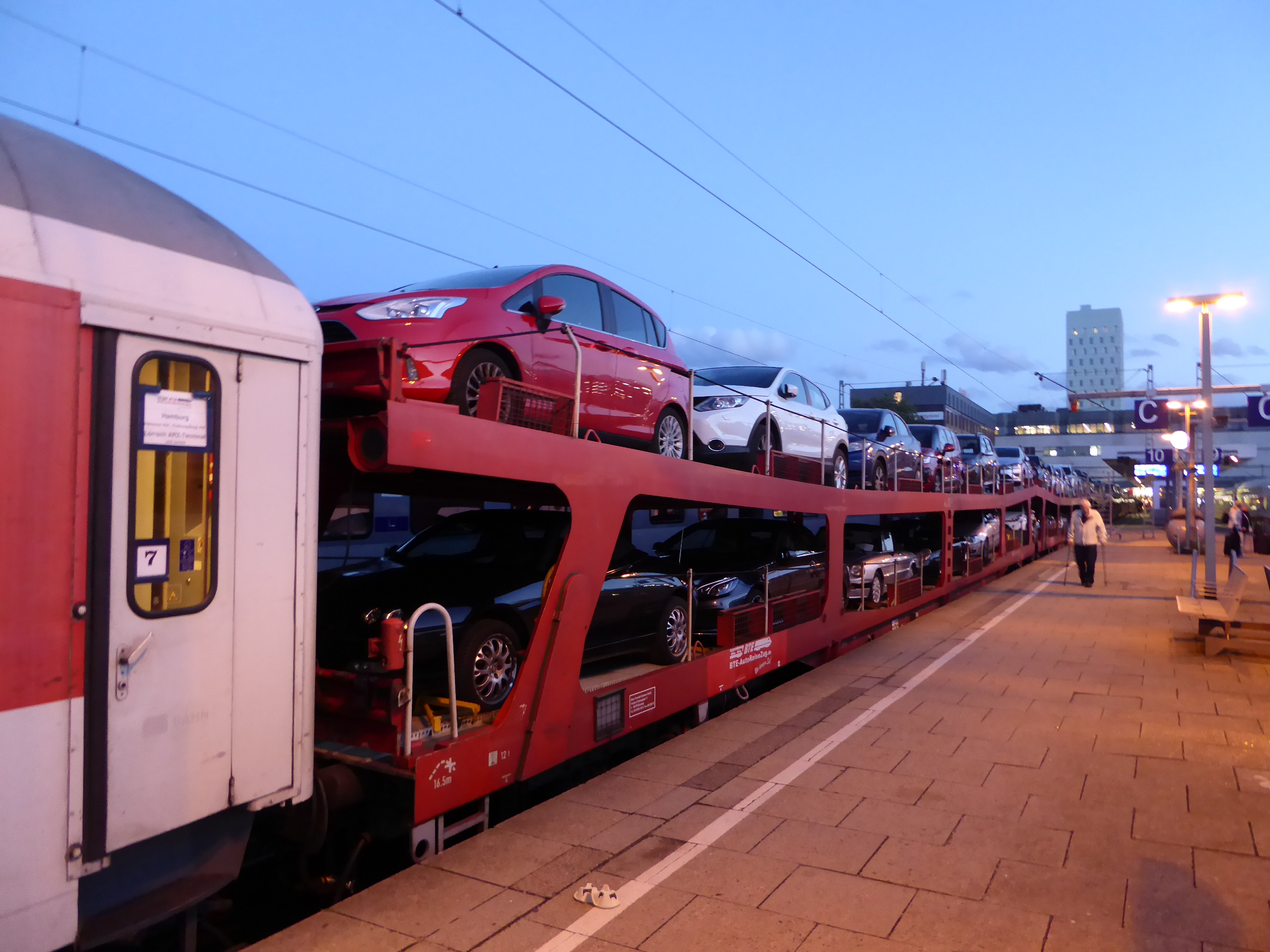
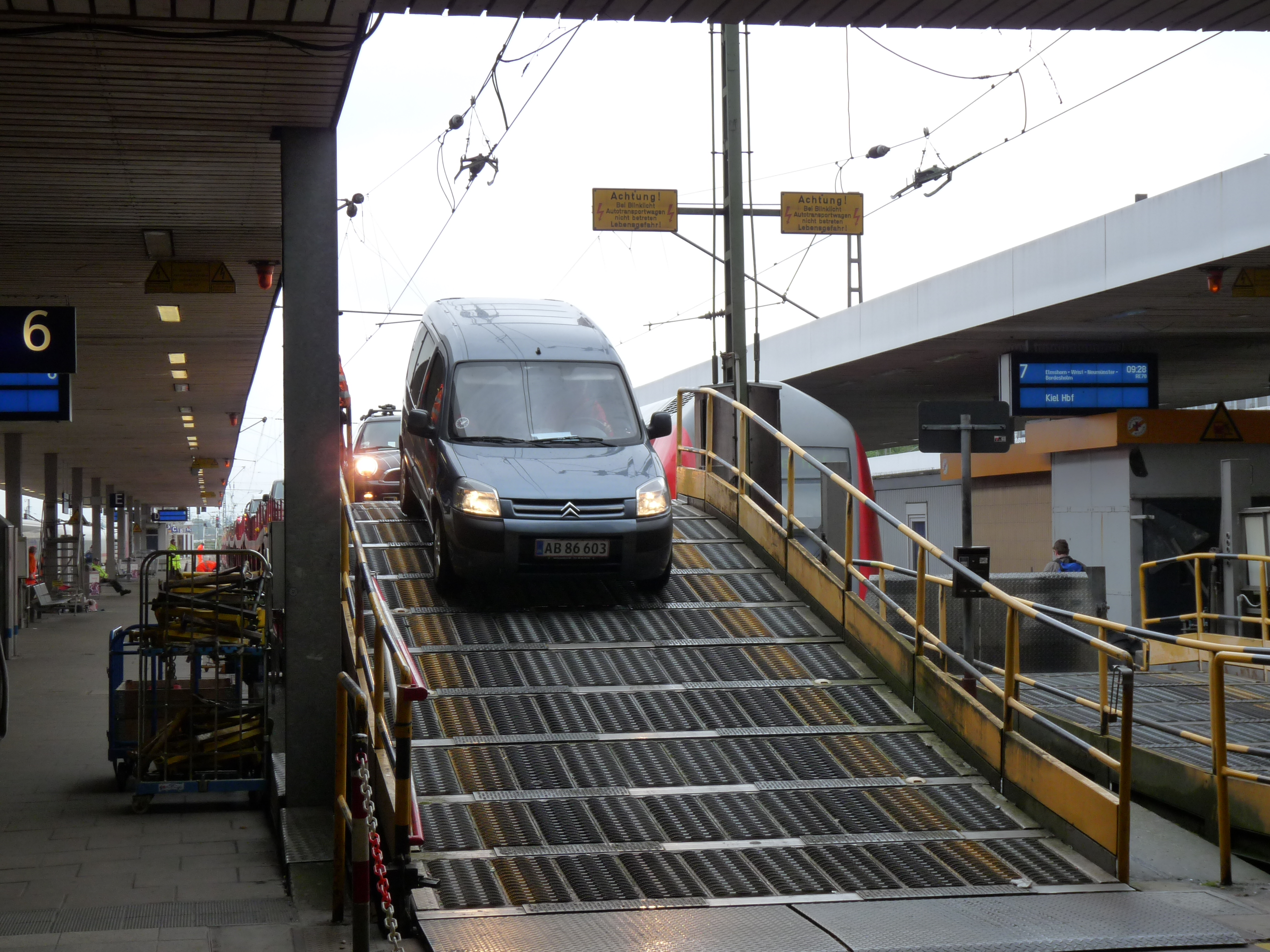
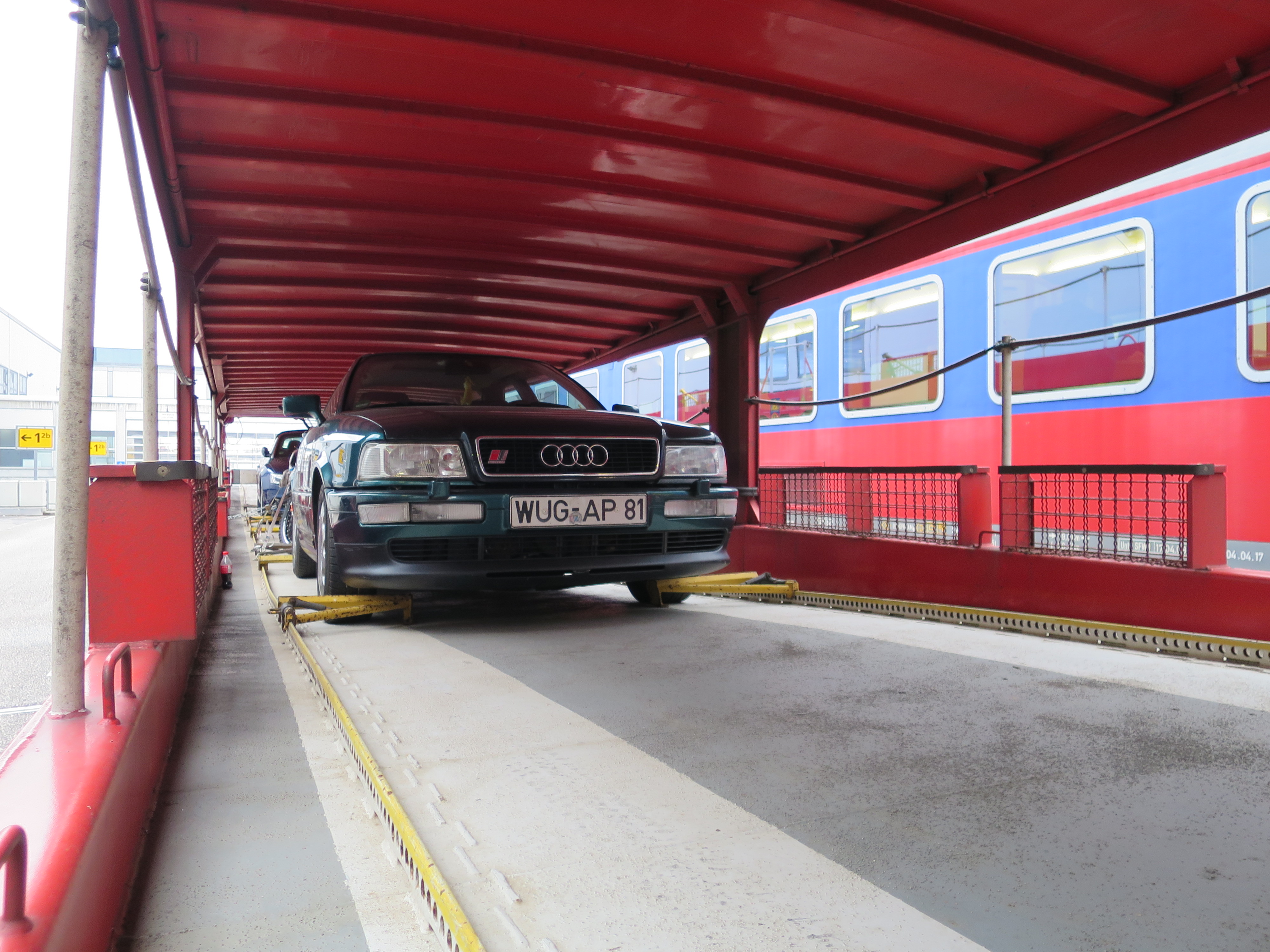
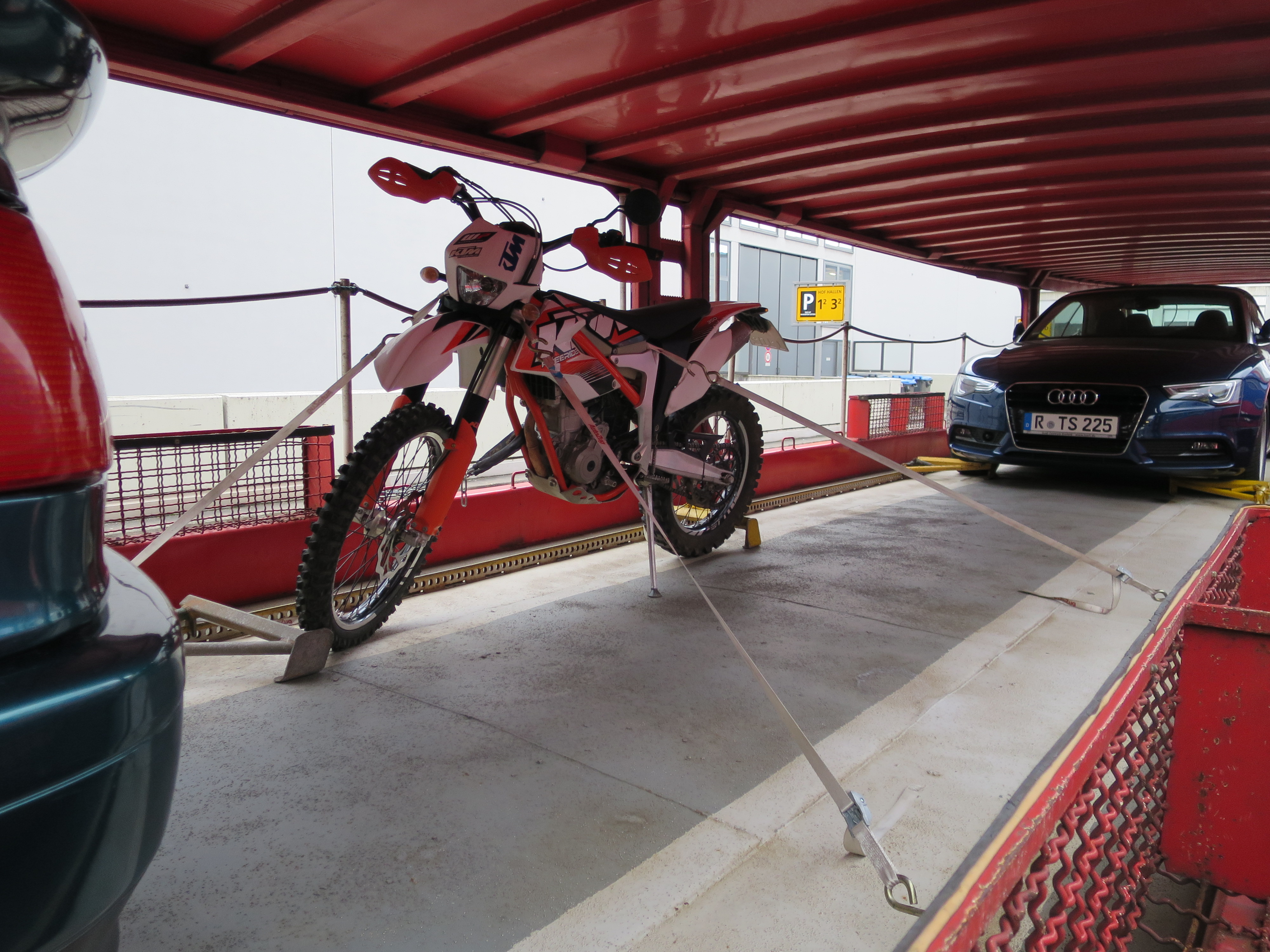
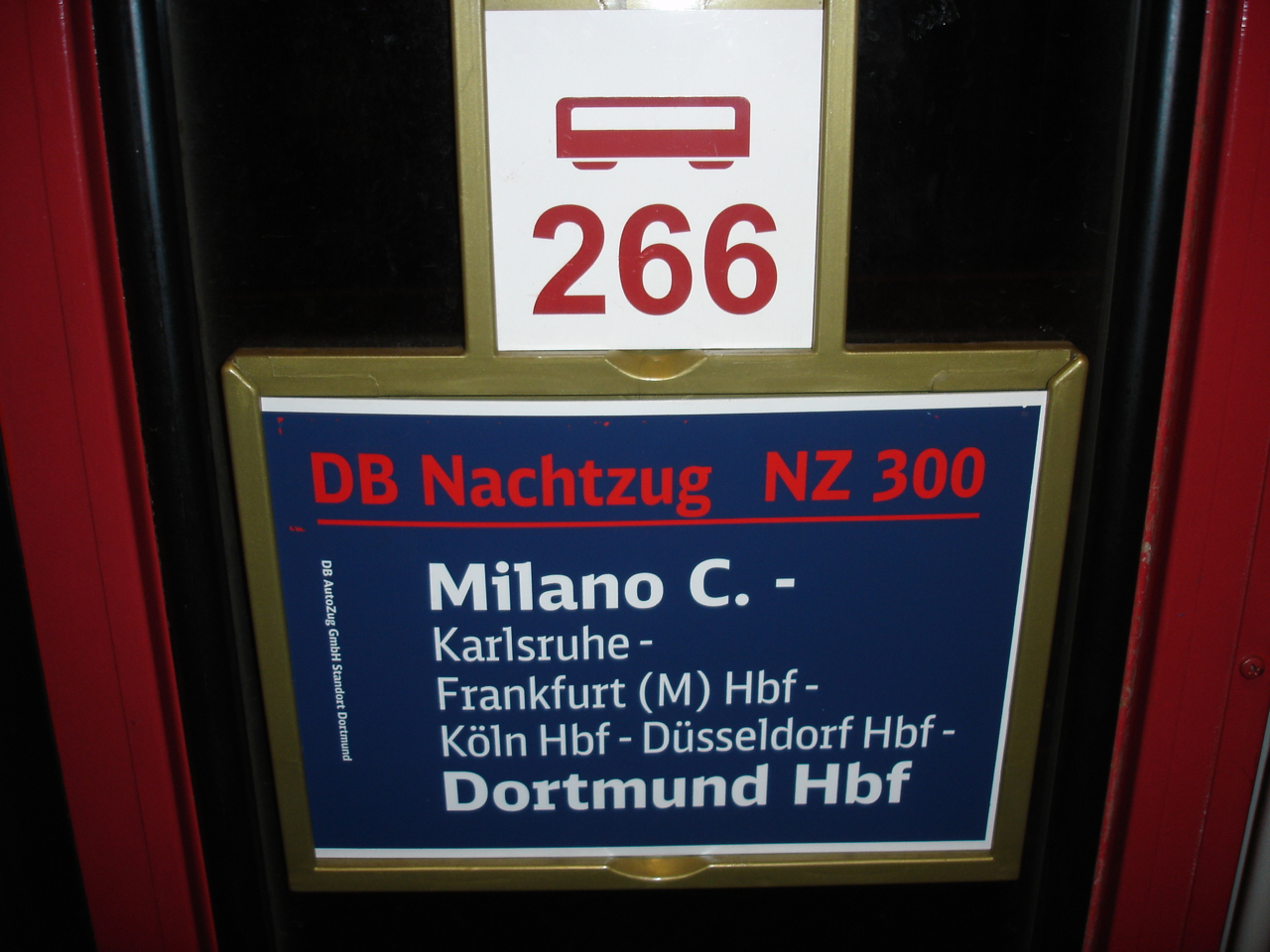